# Limenitis nonsecta
Limenitis nonsecta är en fjärilsart som beskrevs av William James Kaye 1925. Limenitis nonsecta ingår i släktet Limenitis och familjen praktfjärilar. Inga underarter finns listade i Catalogue of Life.